# CSS Alabama

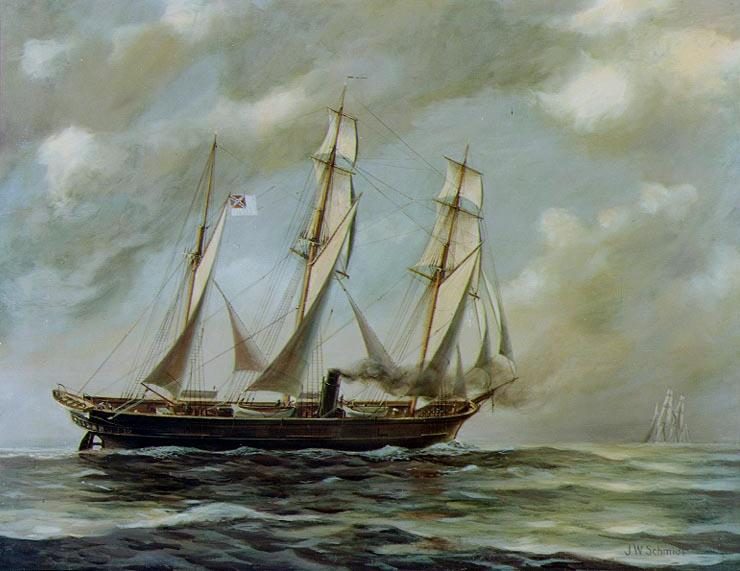
CSS Alabama door J.W. Schmidt

De CSS Alabama was tijdens de Amerikaanse Burgeroorlog een kaperschip in dienst van de Geconfedereerde Staten van Amerika.
Het schip, gebouwd in opdracht van de regering van de confederatie door de Laird Brothers een scheepswerf in Birkenhead nabij Liverpool in Noord-Engeland, werd op 15 mei 1862 te water gelaten als de Enrica. Het betrof een kruiser van 1050 ton en 67 meter lengte met een diepgang van 4,20 meter. Het schip had een maximumsnelheid van 13 knopen en beschikte over acht kanonnen en telde 144 bemanningsleden. De boot kon genoeg kolen vervoeren om 18 dagen zonder tussenstop door te varen en het beschikte eveneens over zeilen.
Op 24 augustus 1862 werd de Enrica op de Azoren overgedragen aan de confederatie en omgedoopt tot CSS Alabama. In twee jaar tijd maakte de Alabama zeven tochten over een groot deel van de aardbol. Het schip bracht 534 dagen op zee door en legde daarbij nooit aan in een geconfedereerde haven. De bemanning nam 65 Noordelijke schepen in beslag of vernietigde ze en maakte meer dan 2000 krijgsgevangenen zonder zelf verliezen te lijden. De successen van de Alabama betekende een belangrijke opsteker voor het Zuiden. Op 11 juni 1864 ging de Alabama voor anker in de Franse havenstad Cherbourg.
Op 19 juni kwam het voor de haven tot een treffen met de USS Kearsarge die de Alabama tot zinken bracht. Hierbij sneuvelden 21 bemanningsleden en raakten er 20 gewond. In 1984 bepaalde Franse marine de exacte locatie van het wrak. Hoewel gesitueerd in de Franse territoriale wateren, wordt het eigendomsrecht ervan betwist: in 1989 nam het Amerikaanse Congres de CSS Alabama Preservation Act aan, die de Amerikaanse overheid aanduidt als eigenaar.